# There Must Be More to Life Than This
«There Must Be More to Life Than This» — це восьмий трек дебютного сольного альбому вокаліста «Queen» Фредді Мерк'юрі «Mr. Bad Guy», випущеного 29 квітня 1985 року лейблом «Columbia Records».
Пісня була спочатку записана «Queen» для альбому «Hot Space» у 1982 році, але так і не потрапила в остаточну версію альбому. Раніше вона була записана як дует між Фредді Мерк'юрі і Майклом Джексоном разом з двома іншими піснями: «State of Shock» (пізніше перероблена і виконана з Міком Джаггером для версії гурту «The Jacksons») і «Victory» (яка досі не випущена).

## ВерсіяQueenі Майкла Джексона
Після смерті Майкла Джексона у 2009 році гітарист «Queen» Браян Мей і барабанщик Роджер Тейлор зробили кроки щодо підготовки всіх трьох пісень з дуетами Фредді Мерк'юрі і Джексона з метою їх випуску у 2012 році. Однак Тейлор порівняв роботу з агентами Майкла Джексона як «пробиратися крізь клей». Зрештою, сторони домовилися про те, що повинна бути випущена лише «There Must Be More to Life Than This». «Я був дуже радий, що у нас було три нових треки [„Queen Forever“]», — сказав Тейлор. «Крім трека Майкла Джексона „There Must Be More to Life than This“, серед них є ще одна пісня, яку створив Фредді, під назвою „State of Shock“, з масивним рок-звучанням. Але у нас був тільки один трек з Майклом, що дуже шкода».
Версія пісні, яка увійшла до альбому «Queen Forever» була спродюсована і змікшована Вільямом Орбітом, вона містила оригінальну мінусівку з сесій альбому «Hot Space» з Меєм на гітарі, Тейлором на барабанах і Джоном Діконом на басу. Альтернативний мікс Мея був відхилений на користь Орбіта.

## Учасники запису
- Фредді Мерк'юрі — головний і бек- вокали, піаніно
- Браян Мей — гітари
- Джон Дікон — бас-гітара
- Роджер Тейлор — ударні перкусія
- Майкл Джексон — спільний головний вокал

## Чарти
| Чарт (2014)            | Позиція |
| ---------------------- | ------- |
| Японія (Japan Hot 100) | 39      |